# Pitiriasis versicolor
La pitiriasis versicolor  es una enfermedad infecciosa de la piel, comúnmente causada por hongos del género Malassezia, que agrupa especies de levaduras dimórficas lipofílicas que forman parte de la flora cutánea normal.

## Historia
En 1846, el ginecólogo y dermatólogo alemán Karl Ferdinand Eichstedt describió por primera vez el componente micótico de las lesiones de la pitiriasis versicolor. Más tarde, en 1853, el biólogo francés Charles Philippe Robin llamó al agente causal Microsporon furfur. En 1874 su compatriota el anatomista e histólogo Louis-Charles Malassez reportó células brotantes en pacientes con diferentes enfermedades cutáneas; en 1889, el médico y botánico también francés Henri Ernest Baillon clasificó al hongo dentro del género Malassezia, nombrado así por este científico en honor a Malassez.
Después de haberse descrito la etiología de la enfermedad, muchos investigadores argumentaban que la forma de levadura y la forma de micelio eran organismos diferentes; gracias a los experimentos del dermatólogo y micólogo francés Raymond Sabouraud se relacionaron ambas formas, y en 1927 el bacteriólogio indio Ganapati Panja clasificó las formas en un mismo género.
En 1939, la micóloga estadounidense Rhoda Williams Benham, a quien se considera pionera en el estudio de los hongos patógenos, explicó las dificultades para cultivar el microorganismo, describiendo que el medio de cultivo debía contener una sustancia para favorecer su crecimiento. En la década de 1960, investigaciones revelaron que los cultivos del hongo Microsporon furfur requerían de ácidos grasos saturados que tuvieran en su molécula más de 12 átomos de carbono.

## Epidemiología
La distribución de la enfermedad es mundial, pero tiene mayor prevalencia en regiones tropicales y subtropicales, donde puede alcanzar hasta el 32% de todas las micosis superficiales.

## Etiología
La pitiriasis o tiña versicolor es producida por las siguientes especies del género Malassezia:
- Malassezia furfur
- Malassezia globosa
- Malassezia obtusa
- Malassezia ovalis
- Malassezia pachydermatis
- Malassezia restricta
- Malassezia sloffiae
- Malassezia sympodialis

## Fisiopatología
El hongo filtra los rayos de sol y por acción de sus ácidos dicarboxílicos evita que se produzca un bronceado normal en la piel, de tal manera que la lesión se ve de un color más claro que el resto de piel.
En pacientes se produce como respuesta hiperqueratosis, paraqueratosis y ligera acantosis.
Hay dominio de células T de memoria, acumulación de macrófagos. Acumulación de células de langerhans en la epidermis y presencia de células T supresoras.
Malassezia se encuentra generalmente en la parte superficial de la capa córnea.
La despigmentación se produce por ácidos dicarboxílicos que se forman por la oxidación de algunos ácidos grasos no saturados de los lípidos cutáneos,  causado por las enzimas producidas por el hongo, que inhiben la acción de la tirosinasa y ejercen efecto citotóxico sobre los melanocitos hiperactivos.
Se sostiene que la despigmentación se da por agentes  productos del metabolismo del hongo, que actúan inhibiendo la función del melanocito.

### Factores de riesgo
Ciertos factores favorecen el cambio del organismo de un estado de levadura a un estado micelial, entre ellos:
- Humedad (hiperhidrosis)
- Calor
- Ciertos cosméticos y cremas que modifican el pH de la piel
- Herencia
- Inmunodeficiencia
- Hormonas sexuales que producen cambios químicos en la piel
- Predisposición genética
- Desnutrición

## Cuadro clínico
Se caracteriza por presentar lesiones no pruriginosas, maculares, discrómicas o eritematosas, descamativas, de un contorno bien delimitado, que cursa con una evolución crónica y recurrente, generalmente asintomática; las manifestaciones clínicas de la enfermedad se localizan mayoritariamente en el tronco.

## Diagnóstico
Debido a que hay otras enfermedades que se parecen a la pitiriasis (por ej: vitíligo, tiñas, pitiriasis rosada, pitiriasis alba), no es recomendable hacer el diagnóstico exclusivamente basado en las características de las lesiones.
- Las lesiones tienen la particularidad de ser fluorescente bajo luz ultravioleta (lámpara de Wood).
- Las escamas revelan bajo el microscopio (examen micológico directo) y en cultivo la presencia de la levadura.

## Tratamiento
El uso de los antifúngicos adecuados por vía tópica (butenafina, bifonazol, hongoseril, miconazol, ciclopirox, ketoconazol, entre otros) cura un alto porcentaje de casos. En ocasiones será necesario la utilización de antifúngicos por vía oral como el terbinafina, itraconazol y fluconazol, el último muy tóxico por lo que se recomiendan los primeros dos.

## Pronóstico
La enfermedad se cura con el tratamiento correcto, aunque, como con la mayoría de los hongos, sea necesario varias semanas para completar la terapia. Es frecuente ver recaídas por no seguir las recomendaciones para el tratamiento o de persistir los factores de riesgo, dándose casos en los que después de una toma de medicación correcta vuelven a aparecer los síntomas